# Alfa Romeo Giulietta Sprint Speciale
L'Alfa Romeo Giulietta Sprint Speciale è una vettura sportiva costruita dalla casa automobilistica italiana Alfa Romeo in collaborazione con la carrozzeria Bertone tra il 1959 e il 1965, distribuita fino al 1963 come Giulietta Sprint Speciale e successivamente come Giulia Sprint Speciale.

## Il contesto
A partire dal 1957, sull'onda dei successi in gara ottenuti dalla Giulietta Sprint Veloce ricarrozzata da Zagato, o SVZ, l'Alfa Romeo decide di progettare una versione della Giulietta espressamente dedicata all'uso agonistico. Come per la Sprint viene coinvolto ancora una volta Bertone che, avvalendosi dell'estro di Franco Scaglione, comincia a delineare la linea aerodinamica della futura Giulietta Sprint Speciale, che entrerà in produzione solo nel 1959.
L'obiettivo fissato da Bertone è migliorare la penetrazione aerodinamica della Sprint di serie. Senza la disponibilità di una galleria del vento per studiare i flussi di aria attorno alla carrozzeria di prova, si utilizza un metodo empirico, conosciuto anche da altri carrozzieri, per cui si osserva direttamente il prototipo guidato a forte velocità lungo l'autostrada Torino-Milano con dei fili di lana applicati sulla carrozzeria. Osservando i loro movimenti si riescono ad individuare i vortici dannosi e si può quindi modificare la carrozzeria per eliminarli. In questa maniera sono già nate, sulla meccanica Alfa Romeo 1900C, le tre straordinarie dream car di chiara ispirazione aeronautica B.A.T. 5, B.A.T. 7 e B.A.T. 9 nonché il progetto 2000 Sportiva e sfruttando proprio queste esperienze pregresse Bertone realizza il prototipo dell'Alfa Romeo Giulietta Sprint Speciale, presentato al Salone dell'Automobile di Torino 1957.

## Storia del modello

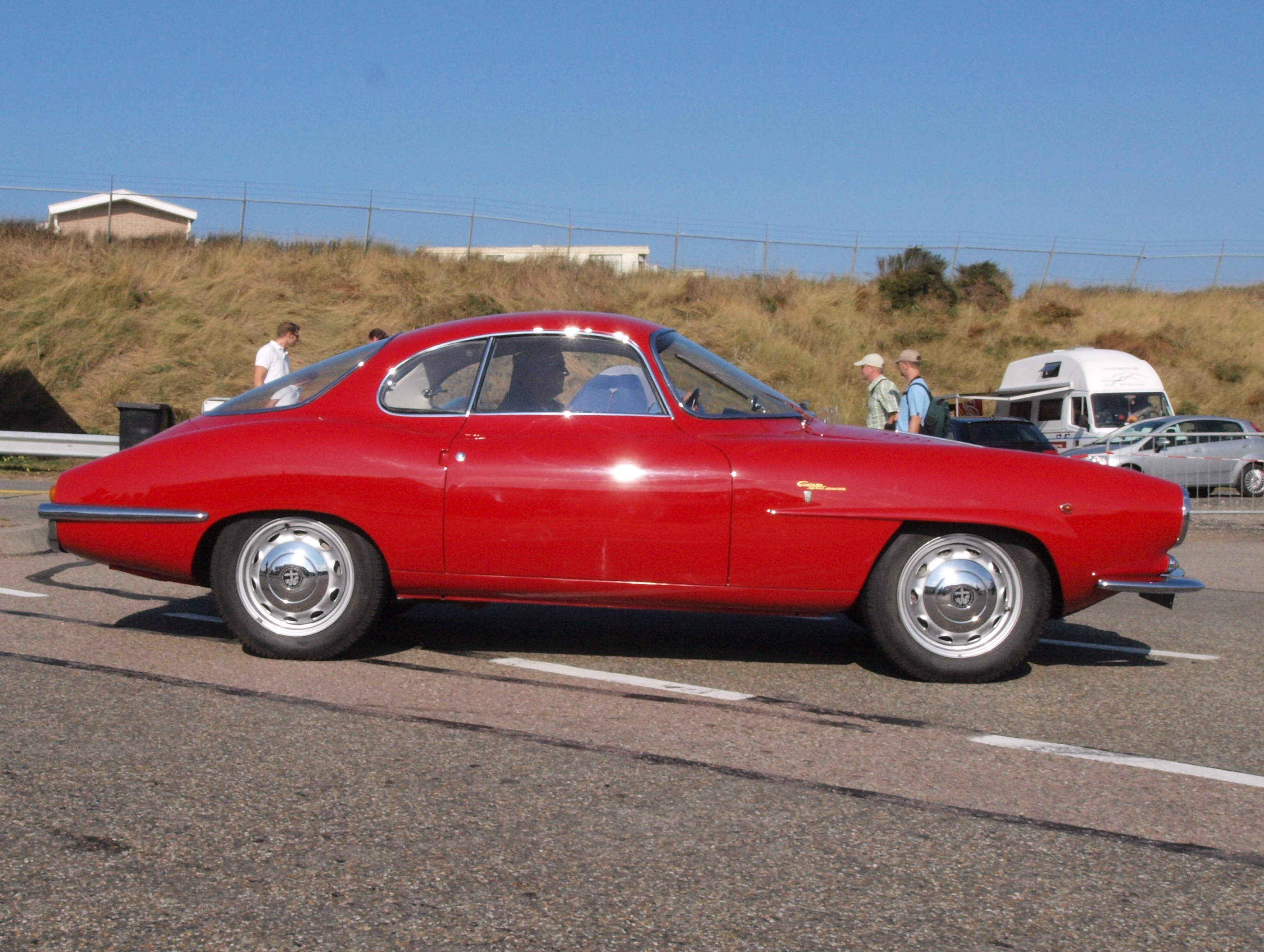
La fiancata di una Giulietta SS di serie, non molto diversa da quella del prototipo

Questa vettura è dotata di una carrozzeria in alluminio molto aerodinamica e nasce sull'autotelaio, completo di meccanica, della Giulietta Sprint Veloce ma con passo accorciato fino a 2250 mm. La vettura è più bassa, più lunga e più larga della Giulietta Sprint di serie, rispetto alla quale monta anche altre due grandi innovazioni tecnologiche che caratterizzeranno le future Alfa Romeo, il cambio a 5 marce sincronizzate e i freni a tamburo anteriori a tre ceppi autoavvolgenti.
La carrozzeria, disegnata da Franco Scaglione secondo le più avanzate teorie aerodinamiche, però rimane la parte più interessante della vettura. La linea è estremamente sinuosa ed affusolata, sul frontale il classico trilobo Alfa Romeo è sostituito da un'apertura ovale, simile a quella di certe Ferrari successive, i passaruota anteriori sono sottolineati da un labbro metallico che si allunga fin quasi sulla portiera, le maniglie delle porte sono sostituite da uno scasso metallico nella fiancata con una serratura a pulsante, il padiglione bombato si raccorda perfettamente con il parabrezza avvolgente e con il lunotto posteriore, quest'ultimo simile a quello della Sprint di serie. I passaruota posteriori sono sottolineati dai paraurti cromati e allungati fino alla parte posteriore, allungata ma tronca, con lo specchio di coda incassato su cui sono fissati i fanali posteriori circolari e il portatarga.
Dopo aver stupito alla rassegna torinese in ottobre una seconda versione leggermente modificata, probabilmente il primo prototipo rimodellato, viene presentata nel marzo 1958 al Salone di Ginevra e un terzo, stavolta semi-definitivo, viene portato al Salone di Torino nell'autunno 1958. Rispetto ai primi prototipi quest'ultimo monta un trilobo Alfa Romeo sul frontale ma mantiene una carrozzeria molto simile a quella dei primi modelli.

### Le750SSo"Muso Basso"

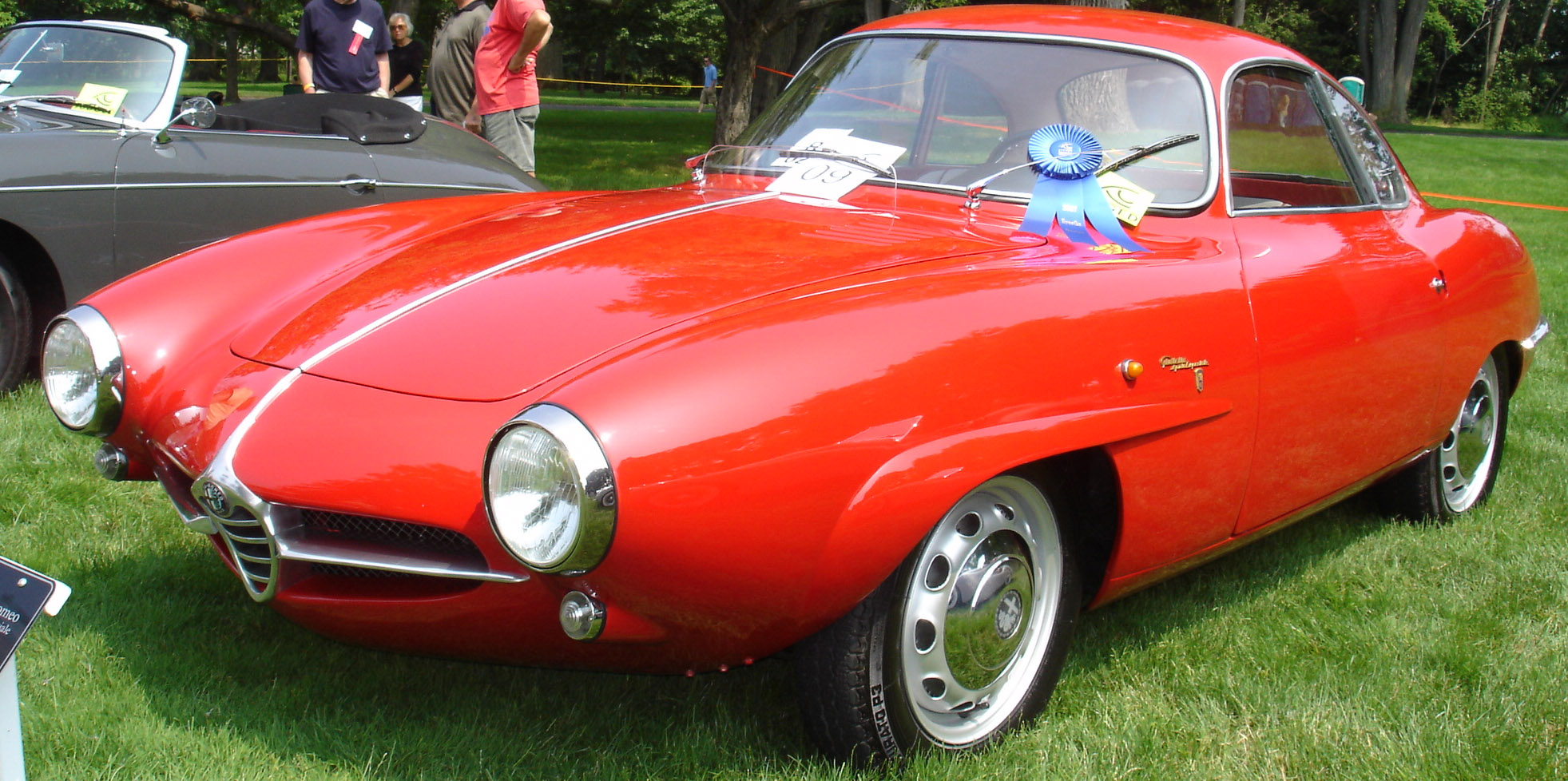
Un'Alfa Romeo Giulietta Sprint Speciale Muso Basso

Finalmente il 24 giugno 1959, anniversario della fondazione dell'Alfa Romeo, viene presentata al pubblico e ai giornalisti la versione definitiva della Giulietta Sprint Speciale, o Giulietta SS, sulla pista dell'autodromo di Monza. Questa versione, anche nota come Muso Basso tra gli appassionati per la particolare forma del frontale, viene prodotta in 101 esemplari nel 1959 per ottenere l'omologazione sportiva del modello. Infatti, come sottolineano la presentazione sulla pista di Monza e la meccanica derivata da quella della Giulietta Sprint Veloce, l'Alfa Romeo in questo momento ha ancora in mente le competizioni per questa versione della Giulietta. Le "Muso Basso" sono realizzate sull'autotelaio da 2250 mm di passo del prototipo del 1957 ma sono dotate di carrozzeria in acciaio con solo porte e cofani in alluminio anziché interamente in lega leggera, un tipo di costruzione che viene comunque riservata a pochissimi esemplari alleggeriti. Sul cofano inoltre compaiono delle feritoie per eliminare deleterie sovrappressioni all'interno del vano motore e, sul bordo posteriore, uno schermo di plexiglas per evitare di danneggiare i tergicristalli alle alte velocità.
Dal 1959 l'Alfa Romeo fornisce l'autotelaio da 2250 mm anche alla Pinin Farina, che vi adatta le linee della Giulietta Spider, e poi alla Zagato, che comincia a costruirvi sopra la sua versione della Giulietta destinata alle competizioni, l'evoluzione diretta delle Giulietta Sprint Veloce trasformate Zagato, le Sprint Zagato.
Infatti sia le SVZ che le SZ, più tozze e meno aerodinamiche della Giulietta SS, sono più leggere di circa 100 kg e, cosa importante per le competizioni, assai più maneggevoli della "rivale" di Bertone grazie agli sbalzi contenuti. Per queste qualità, che le rendono le Giulietta più vincenti in gara, vengono scelte dalla quasi totalità dei gentleman-driver relegando la Giulietta SS ad un ruolo marginale nelle competizioni, nonostante l'aerodinamica eccezionale e la preparazione effettuata dall'officina di Virgilio Conrero. Allora l'Alfa Romeo, per essere competitiva, si accorda con l'atelier milanese per fornirgli gli autotelai 2250 mm, completi di meccanica Sprint Veloce, su cui realizzare direttamente le sue Giulietta Sprint Zagato senza costringere i piloti privati alla costosa operazione di trasformazione di una Giulietta Sprint Veloce in SVZ.

## La vettura definitiva
Senza perdersi d'animo Bertone cambia "destinazione d'uso" alla sua vettura trasformandola da bolide destinato alle competizioni a piccola e veloce granturismo di classe, cambiando anche il nome identificativo della serie da 750SS a 101.20 per unificarlo a quello delle altre Giulietta. Così la SS viene leggermente modificata per renderla più fruibile, in particolare il frontale viene ridisegnato e dotato di paraurti, fino ad allora assente. Anche con queste modifiche il motore spinge la vettura fino a 200 km/h di velocità massima, grazie soprattutto all'ottima profilatura aerodinamica della carrozzeria disegnata da Scaglione, con un Cx stimato di 0,28, ancora oggi molto buono ma eccezionale a cavallo tra gli anni '50 e '60. Questo rende la SS la Giulietta più veloce della serie, sopravanzando anche la SZ.
Come le altre Giulietta anche la Sprint Speciale monta un motore anteriore quattro cilindri in linea longitudinale 1290 cm³ di cilindrata (alesaggio x corsa: 74 x 75 mm), in questa nuova versione potenziato fino a 100 CV,10 in più rispetto alla Sprint Veloce. Il basamento e la testata bialbero sono in lega leggera mentre le canne dei cilindri umide sono riportate in ghisa. Le camere di scoppio sono emisferiche, con candela al centro della camera e due valvole per cilindro disposte a V di 80° comandate da due alberi a camme in testa con azionamento a catena. L'alimentazione, come sulla versione SV, prevede due carburatori doppio corpo Weber 40 DCOE2, che hanno preso il posto del DCOE3 delle Muso Basso, e rapporto di compressione aumentato da 8,5:1 a 9,7:1. Importanti innovazioni tecniche introdotte dalle Muso Basso e mantenute su questa versione sono il cambio a 5 marce di serie e i freni anteriori a tre ceppi autoavvolgenti, in grado di generare una coppia frenante maggiore di quella dei normali freni a tamburo che ne hanno due, tanto che vengono adottati anche da alcune Alfa Romeo successive. Le sospensioni ricalcano lo schema della Giulietta, con quelle anteriori a ruote indipendenti, con quadrilateri deformabili, molle elicoidali, ammortizzatori idraulici telescopici coassiali e barra antirollio e quelle posteriori a ponte rigido, guidato da bracci longitudinali e triangolo centrale di reazione, sempre con molle elicoidali e ammortizzatori idraulici telescopici coassiali.
La linea della carrozzeria, ora tutta in acciaio, nonostante varie modifiche più o meno incisive, rimane straordinaria ed estremamente aerodinamica, sinuosa ed affusolata, con ogni pannello che avvolge perfettamente la meccanica. Il classico trilobo Alfa Romeo è dotato di una lunga "coda" cromata che si estende lungo il centro del cofano, e che, insieme a dei "baffi" cromati, copre l'apertura ovale sul frontale; sotto di essi è presente un paraurti che segue fedelmente l'andamento del muso. Come sui prototipi e sulle Muso Basso la linea di cintura è generata dai fanali anteriori e termina in una coda bassa e tronca, armonizzandosi con dei pronunciati passaruota posteriori e con il padiglione bombato, che si raccorda perfettamente con il parabrezza avvolgente e il lunotto posteriore. I passaruota anteriori sono sottolineati da un labbro metallico, sopra il quale è posto lo stemma del carrozziere torinese e la scritta Giulietta Sprint Speciale, mentre quelli posteriori dai paraurti allungati fino alla coda sulla cui estremità sono posti i catadiottri posteriori. Sullo specchio di coda, leggermente incassato, sono fissati i fanali posteriori circolari, doppi e sovrapposti, insieme al portatarga, e sopra il contorno inferiore è presente un ornamento cromato a completare il paraurti. Per non rovinare la linea dell'auto il tappo del serbatoio è addirittura nascosto all'interno del bagagliaio.
Gli interni, che somigliano a quelli della Giulietta Sprint, sono dotati di due soli sedili anteriori separati, rivestiti in vinile, e di un ripiano posteriore per riporre i bagagli aggiuntivi. Il volante è a tre razze in alluminio con corona in bachelite nera, il cruscotto ha una palpebra ovoidale in cui sono radunati i tre strumenti circolari della Giulietta Sprint, al centro vi sono i comandi secondari, il posacenere e un portaoggetti.

## La Giulia SS

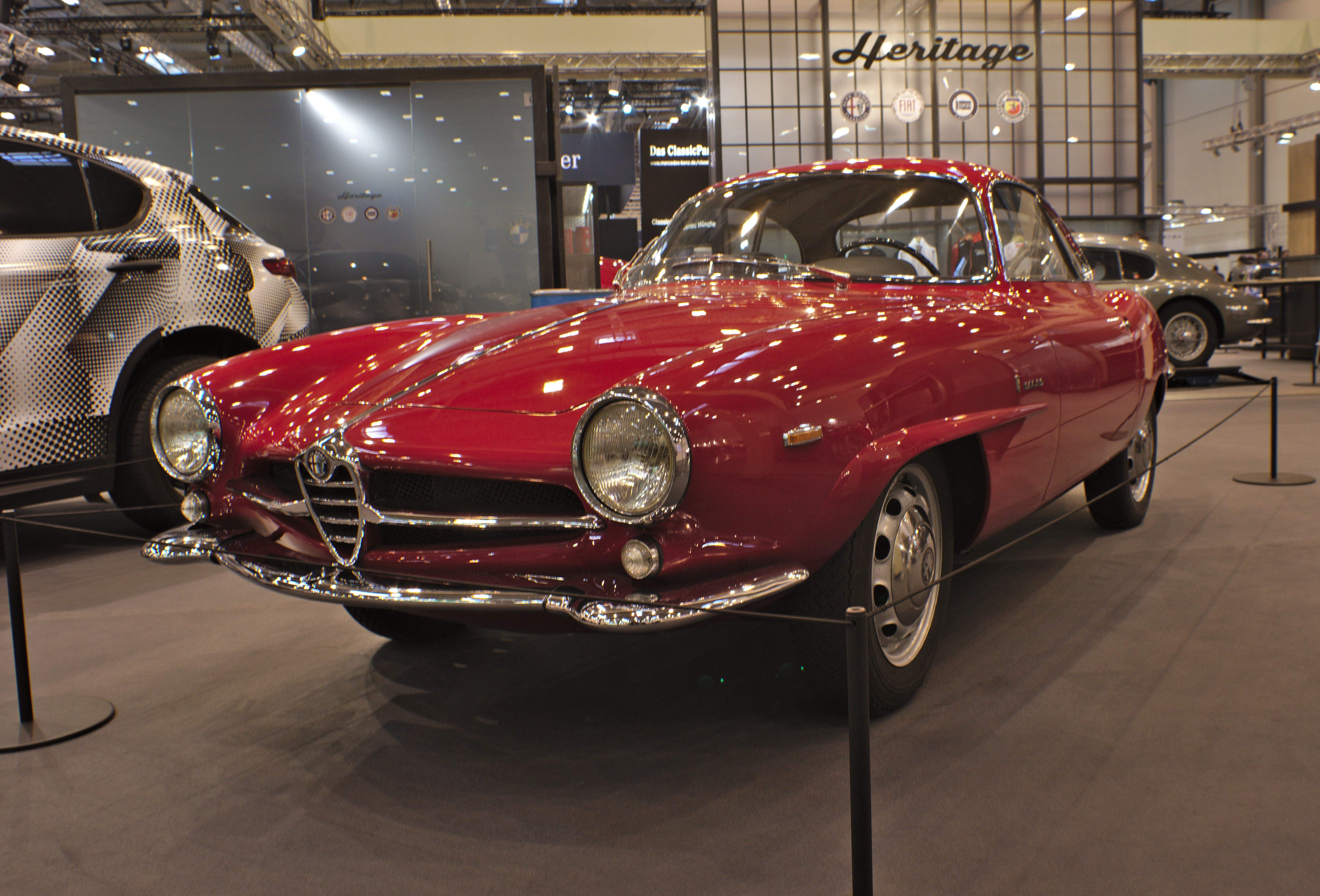
Una Giulia Sprint Speciale, si noti il ripetitore laterale rettangolare, una delle poche differenze tra Giulietta e Giulia SS

Come già le Giulietta Sprint e Spider anche la SS al Salone di Ginevra del marzo del 1963 si trasforma in Giulia SS adottando il motore da 1,6 litri della neonata media del Biscione. Il motore da 1570 cm³ di cilindrata (alesaggio x corsa: 78 x 82 mm) pur portando la potenza a 112 CV non fa aumentare tanto la velocità massima, che arriva a 203 km/h, quanto la fluidità nell'uso quotidiano grazie al sensibile incremento della coppia motrice da 10 a 13,6 Kgm. Le modifiche al resto dell'auto sono minime e limitate al cruscotto, con la palpebra portastrumenti che diventa più squadrata e un nuovo rivestimento per le ginocchia, alle targhette identificative, che indicano Giulia 1600 SS, ai freni anteriori, che diventano a disco, anche se solo dopo le prime 200 vetture prodotte,e ai ripetitori laterali,che vengono ingranditi.
Con questi aggiornamenti la Giulia SS continua a rimanere nel listino Alfa Romeo fino al 1966, quando viene messa fuori produzione dopo 1400 unità prodotte che vanno a sommarsi ai 1366 esemplari di Giulietta Sprint Speciale realizzate in tutte le varianti tra il 1959 e il 1963.

### La Giulia SS prototipo

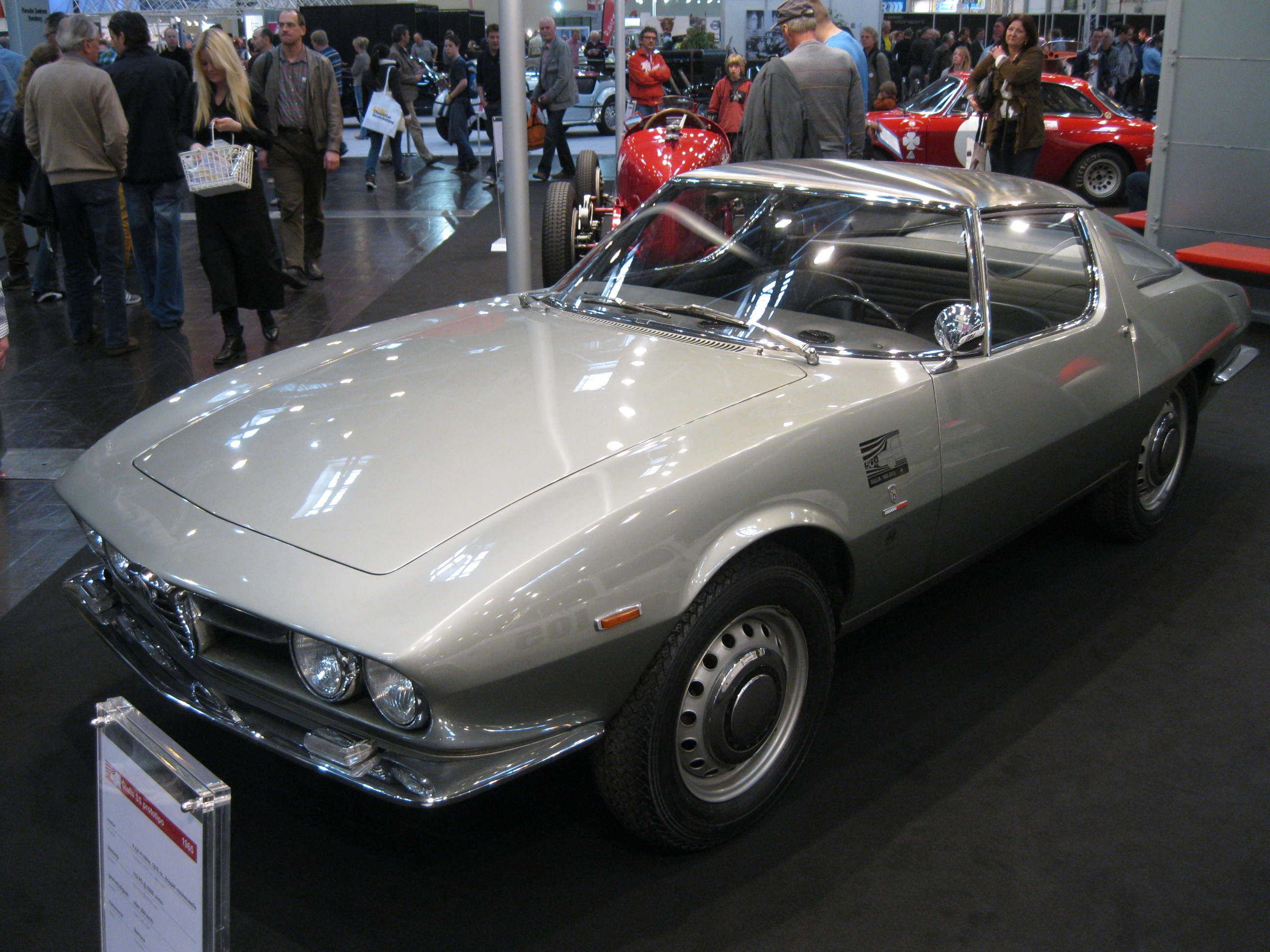
La Giulia SS prototipo del 1965

Nel 1965, quando è chiaro che il ciclo di vita della Giulia SS finirà di lì a poco, la Bertone realizza un prototipo sull'autotelaio della Giulia per tentare di dare un'erede alla Giulia Sprint Speciale. Tuttavia i dirigenti decidono di non costruire in serie la vettura nata dalla matita di Giorgetto Giugiaro, allora in forze alla Bertone, e l'unico prototipo costruito viene conservato dal Museo Storico Alfa Romeo di Arese.